# 新沢駅
新沢駅（しんさわえき）は、かつて秋田県大館市雪沢にあった小坂製錬小坂線（小坂鉄道）の駅（廃駅）である。2014年4月以降大館市の所有になる。

## 歴史
- 1909年（明治42年）5月7日：小坂鉱山専用鉄道が旅客に格上げ・改修し、小坂鉄道の駅として北秋田郡長木村に開業。
- 1927年（昭和2年）12月25日：開業。
- 1994年（平成6年）10月1日：旅客営業廃止。廃駅となる。
- 2014年（平成26年）4月1日：小坂製錬所有の駅舎およびDOWAメタルマイン所有のレールおよびレールの敷地が大館市に無償譲渡される。[1]

## 駅構造
かつては列車交換可能な島式ホーム1面2線であったが、1974年（昭和49年）10月に交換設備が撤去されている。2009年（平成21年）までは駅舎が保線区作業者の休憩所として使われていた。

## 隣の駅
小坂製錬
小坂線
雪沢温泉駅 - 新沢駅 - 深沢駅